# Trofeo Gianfranco Bianchin
El Trofeo Gianfranco Bianchin es una carrera ciclista italiana disputada en Ponzano Veneto, en la Provincia de Treviso. 
Su primera edición se corrió en 1970 como una competencia de categoría amateur y entre 2005 y 2012 formó parte del UCI Europe Tour en categoría 1.2 (anteriormente fue amateur) para regresar nuevamente a la categoría amateur desde 2013.

## Palmarés
En amarillo: edición amateur.
| Año  | Ganador              | Segundo            | Tercero             |
| ---- | -------------------- | ------------------ | ------------------- |
| 1970 | Pietro Poloni        |                    |                     |
| 1971 | Gino Chies           |                    |                     |
| 1972 | Nereo Bazzan         |                    |                     |
| 1973 | Giampaolo Flamini    |                    |                     |
| 1974 | Ruggero Gialdini     |                    |                     |
| 1975 | Giuseppe Martinelli  |                    |                     |
| 1976 | Ermenegildo Da Re    |                    |                     |
| 1977 | Fiorenzo Favero      |                    |                     |
| 1978 | Claudio Pettinà      |                    |                     |
| 1979 | Giuseppe Petito      |                    |                     |
| 1980 | Giovanni Moro        |                    |                     |
| 1981 | Claudio Argentin     |                    |                     |
| 1982 | Ezio Moroni          |                    |                     |
| 1983 | Mario Condolo        |                    |                     |
| 1984 | Enrico Pezzetti      |                    |                     |
| 1985 | Giorgio Furlan       |                    |                     |
| 1986 | Giorgio Furlan       |                    |                     |
| 1987 | Carlo Finco          |                    |                     |
| 1988 | Desiderio Volaterl   |                    |                     |
| 1989 | Marco Masetti        |                    |                     |
| 1990 | Stefano Guerrini     |                    |                     |
| 1991 | Giuseppe Guerini     |                    |                     |
| 1992 | Alessandro Bertolini |                    |                     |
| 1993 | Stefano Checchin     |                    |                     |
| 1994 | Gianluca Pianegonda  |                    |                     |
| 1995 | Stefano Faustini     |                    |                     |
| 1996 | Emanuele Lupi        |                    |                     |
| 1997 | Giuliano Figueras    |                    |                     |
| 1998 | Massimo Cigana       |                    |                     |
| 1999 | Leonardo Giordani    |                    |                     |
| 2000 | Giampaolo Caruso     |                    |                     |
| 2001 | Luca Barattero       |                    |                     |
| 2002 | Luca Solari          |                    |                     |
| 2003 | Giovanni Visconti    | Roman Radchenko    | Alessandro Ballan   |
| 2004 | Paul Crake           | Mauro Da Dalto     | Davide Vigano       |
| 2005 | Matteo Priamo        | Matic Strgar       | Alexander Efimkin   |
| 2006 | Matic Strgar         | Jure Kocjan        | David Tratnik       |
| 2007 | Americo Novembrini   | Julián Atehortúa   | Alessandro Bisolti  |
| 2008 | Robert Vrečer        | Anatoliy Kashtan   | Matic Strgar        |
| 2009 | José Bone            | Gianluca Brambilla | Igor Dementev       |
| 2010 | Robert Vrečer        | Fabio Aru          | Pierre Paolo Penasa |
| 2011 | Moreno Moser         | Patrick Facchini   | Vincenzo Ianniello  |
| 2012 | Kristian Sbaragli    | Pietro Tedesco     | Luka Mezgec         |
| 2013 | Andrea Toniatti      | Gianluca Leonardi  | Daniele Cavasin     |
| 2014 | Davide Gomirato      | Daniele Cavasin    | Paolo Totò          |
| 2015 | Rino Gasparrini      | Marco Maronese     | Xhuliano Kamberaj   |
| 2016 | Michael Bresciani    | Gianluca Milani    | Stepan Kurianov     |
| 2017 | Luca Mozzato         | Nicolò Rocchi      | Francesco Romano    |
| 2018 | Tadej Pogačar        | Nicola Bagioli     | Clément Champoussin |
| 2019 | Francesco Di Felice  | Martin Marcellusi  | Gregorio Ferri      |

## Palmarés por países
| País      | Victorias |
| --------- | --------- |
| Italia    | 44        |
| Eslovenia | 4         |
| Australia | 1         |
| Ecuador   | 1         |